# Chantal Van Landeghem
Chantal Van Landeghem (Winnipeg, 5 de março de 1994) é uma ex-nadadora canadense, medalhista olímpica.

## Carreira

### Rio 2016
Van Landeghem competiu na natação nos Jogos Olímpicos de Verão de 2016 e conquistou a medalha de bronze com o revezamento 4x100 metros livre.